# Die Lichtenbergs – zwei Brüder, drei Frauen und jede Menge Zoff
Die Lichtenbergs – zwei Brüder, drei Frauen und jede Menge Zoff ist eine deutsche Verwechslungskomödie von Matthias Tiefenbacher aus dem Jahr 2014 mit Axel Prahl in einer Doppelrolle. Der Film wurde erstmals am 8. Dezember 2014 im Fernsehprogramm des ZDF ausgestrahlt.

## Handlung
Die eineiigen Zwillinge Jochen und Christian Lichtenberg könnten unterschiedlicher kaum sein. Während Jochen ein finanziell ziemlich schlecht laufendes Taxiunternehmen in Berlin-Moabit leitet und bei einem gewissen Herrn Fleischer Spielschulden hat, ist Christian ein konservativer Politiker mit großen Ambitionen, der mitten im Wahlkampf steckt. Dessen Schwiegervater versucht mit allen Mitteln, ihn zu überzeugen, sich im Bundestag für einen umstrittenen Gesetzentwurf zur Telekommunikation starkzumachen. Christian wird aus gleichem Grund von einer Lobbyistin verführt. Da sein Handy während dieses Vergnügens eingeschaltet ist, erfährt seine Frau Doro von dem Seitensprung und zieht erst einmal aus dem gemeinsamen Haus aus. Zusätzlich wittert eine Journalistin schon den nächsten Skandal um den Politiker.
Jochen hat sich gerade in die engagierte Sozialarbeiterin Chantal verliebt, doch ausgerechnet jetzt quartiert sich Christian mit seinem Sohn unangemeldet in Jochens Taxiunternehmen ein, um der Journalistin zu entkommen. Dort macht er allerdings unangenehme Bekanntschaft mit Herrn Fleischer, der ihn für den zahlungsunfähigen Jochen hält. Da Christian aufgrund seiner davongetragenen Blessuren schlecht als Politiker im Bundestag auftreten kann, müssen beide gezwungenermaßen ihre Rollen tauschen. Das hat auch positive Folgen. So geht Christian in der Rolle als Jochen konsequent gegen einen Taxifahrer vor, der ihn wiederholt um Geld prellt. Jochen in der Rolle als Christian bringt hingegen mehr Bodenständigkeit in die Politik. Auch profitiert Christians Sohn David vom neuen Umfeld, lernt Gleichaltrige kennen und wird durch eine damit einhergehende Typveränderung selbstbewusster. Allerdings geht in dem großen Lügengerüst einiges schief. Jochen benimmt sich während eines Pressetermins sehr ungeschickt, obendrein sagt er Chantal, er könne ihr geliebtes und von der Schließung bedrohtes Jugendzentrum vor dem Aus bewahren.
Als Herr Fleischer sein Geld von Jochen einfordert, nimmt er als falscher Christian Bestechungsgeld von den Lobbyisten an. Er entscheidet sich, das Geld Chantal zu bringen, wird jedoch von Fleischer abgefangen, der ihm das Geld abnimmt. Mit seinen Blessuren fährt Jochen zur Sitzung in den Bundestag und möchte – wie ihn Christian anwies – das Gesetz auf den Weg bringen. Er hat jedoch aufgrund seiner Logophobie Probleme, sich richtig zu äußern. Christian kommt gerade noch rechtzeitig dazu, ändert aber seinen ursprünglichen Plan und spricht die Machenschaften seines Schwiegervaters mit der Industrie an. Christians mutiges Verhalten und die öffentliche Aussage, dass er sie liebt, beeindrucken Doro, sodass sie ihrer Ehe noch einmal eine Chance gibt.
Jochen und Christian freuen sich, dass ihre Beziehungen zu Chantal und Doro eine gute Entwicklung nehmen. Der einzige Wermutstropfen ist, dass die Spenden für den Erhalt des Jugendzentrums nicht reichen werden, woraufhin die neue Freundin von David sagt, dass ihr Vater auch noch etwas spenden würde. Die Lichtenbergs erhalten über einen Boten einen Koffer mit ausreichend Geld und es stellt sich zur Überraschung beider heraus, dass Davids Freundin Amira die Tochter von Fleischer ist.

## Hintergrund
Die Lichtenbergs – zwei Brüder, drei Frauen und jede Menge Zoff wurde vom 29. Januar bis zum 28. Februar 2014 in Berlin und Bonn gedreht. Produziert wurde der Film von der UFA Fiction.
Im Film wird Jochen in der Rolle seines Bruders Christian Lichtenberg aufgrund eines verpatzten Pressetermins von Oliver Welke in der heute-show aufs Korn genommen.

## Rezeption

### Kritik
Die Kritiker der Fernsehzeitschrift TV Spielfilm zeigten für den „harmlose[n], aber herzige[n] Spaß für alle Prahl-Fans“ mit dem Daumen nach oben, vergaben für Humor zwei, für Spannung je einen von drei möglichen Punkten und resümierten: „Witzige Prahl-Gala mit dem Herz am richtigen Fleck“.
Das Lexikon des internationalen Films schreibt über den Film: „Betont turbulente (Fernseh-)Komödie mit einem unterforderten Axel Prahl in der Doppelrolle.“
Rainer Tittelbach gibt dem Film in seiner Besprechung bei tittelbach.tv hingegen insgesamt 4,5 von 6 Sternen. Auch wenn manches in dem Film nicht immer ganz logisch sei, funktioniere der Film wunderbar, da die Gesetze der Komödie beherzigt und beherrscht würden und Timing und Flow stimmten. Axel Prahl nehme man die grundverschiedenen Rollen ab, auch trügen die Nebendarsteller mit ihrem lustvollen Spiel zu dem guten Komödienhandwerk bei. Tittelbachs Fazit lautet: „‚Die Lichtenbergs – zwei Brüder, drei Frauen und jede Menge Zoff‘ besticht durch eine gut geölte Komödien-Dramaturgie und ein hochkarätiges spielfreudiges Ensemble mit einem köstlichen Axel Prahl an dessen Spitze.“
David Denk lobt in seiner Besprechung in der Süddeutschen Zeitung vor allem die Leistung von Axel Prahl, der aus der Komödie mehr heraushole, als eigentlich drin sei. Er halte den Film zusammen, er sei die ehrliche Haut vom Dienst. Neben Prahl dürften aber auch die Nebendarsteller ihre Klasse ausspielen, z. B. Jan Georg Schütte als klebriger Lobbyist oder Hans Martin Stier als Taxi-Cowboy. Denk beschreibt den Film – auch aufgrund seines Ausstrahlungstermins in der Vorweihnachtszeit – als klassischen Weihnachtsfilm, da er wie der Advent im Kreise der Familie endet. Matthias Tiefenbacher gelinge in seinem Film „das Kunststück, Prahl-Gala und Ensemblefilm zu vereinen“.

### Einschaltquoten
Bei seiner Erstausstrahlung im ZDF am 8. Dezember 2014 sahen 5,66 Millionen Zuschauer den Film. Dies entsprach einem Marktanteil von 17,3 %.